# Công nghiệp hóa ở Liên Xô

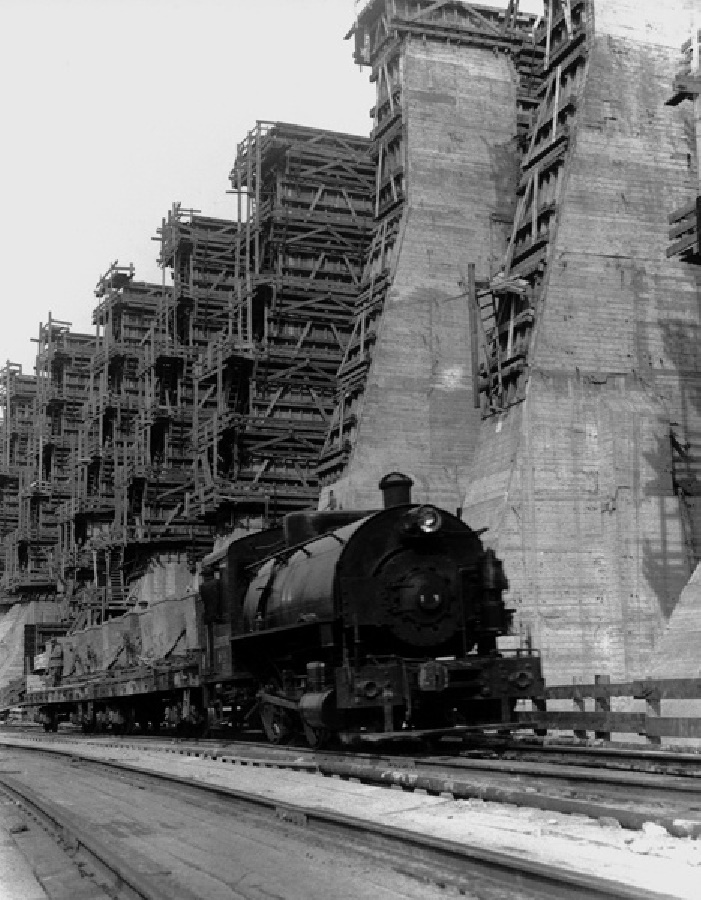
Xây dựng nhà máy thủy điện Đơ-nhi-ép, năm 1931

Sự nghiệp công nghiệp hóa ở Liên Xô là quá trình tăng tốc xây dựng tiềm lực công nghiệp của Liên bang Xô viết nhằm thu hẹp sự tụt hậu về kinh tế so với các nước tư bản phát triển, được tiến hành từ tháng 5 năm 1929 cho đến tháng 6 năm 1941.
Nhiệm vụ chính của công cuộc công nghiệp hóa là chuyển đổi Liên Xô từ một nước nông nghiệp thuần túy thành một quốc gia công nghiệp hàng đầu. Khởi đầu của công nghiệp hóa xã hội chủ nghĩa là một phần không thể thiếu của "gấp ba nhiệm vụ tái thiết căn bản xã hội" (bao gồm công nghiệp hóa, kinh tế tập trung, tập thể hóa nông nghiệp và một cuộc cách mạng văn hóa) được đặt ra bởi kế hoạch 5 năm lần thứ nhất cho việc phát triển kinh tế quốc gia kéo dài từ năm 1928 cho đến năm 1932.
Trong thời Xô viết, công nghiệp hóa được xem là chiến công vĩ đại.